# The Polyphonic Spree
I The Polyphonic Spree sono un gruppo musicale composto da una ventina di elementi fondato da Tim DeLaughter, già membro dei Tripping Daisy.
Il gruppo si formò a Dallas nel 1999. Il gruppo persegue uno stile definibile come rock sinfonico brechtiano, dato che si basa su strumenti tradizionali e sull'autoironia. Di solito i suoi componenti sono vestiti da toghe colorate. Vennero invitati da David Bowie al Meltdown Festival del 2002.
Comparvero in una puntata della serie Scrubs - Medici ai primi ferri e in Las Vegas.

## Discografia

### Album in studio
- 2002 - The Beginning Stages of...
- 2004 - Together We're Heavy
- 2007 - The Fragile Army
- 2012 - HolidayDream: Sounds of the Holidays Vol. One
- 2013 - Yes, It's True
- 2014 - Psychphonic
- 2021 - Afflatus
- 2023 - Salvage Enterprise

### Album dal vivo
- 2004 - Live From Austin, TX: The Polyphonic Spree

### EP
- 2002 - Soldier Girl
- 2002 - Light & Day
- 2006 - Wait

### Altre apparizioni
- 2003 - 270 Miles From Graceland: Bonnaroo 2003
- 2006 - Coachella
- 2007 - SXSW Live 2007